# Házi galamb
A házi galamb vagy röviden galamb (Columba livia domestica) a galambfélék (Columbidae) családjába tartozó szirti galamb (Columba livia) háziasított változata. A szirti galamb hazánkban nem őshonos, de a házi galamb elvadult alakja, az ún. parlagi galamb elterjedt madár a nagyvárosokban és az agrárterületeken egyaránt.

## Története

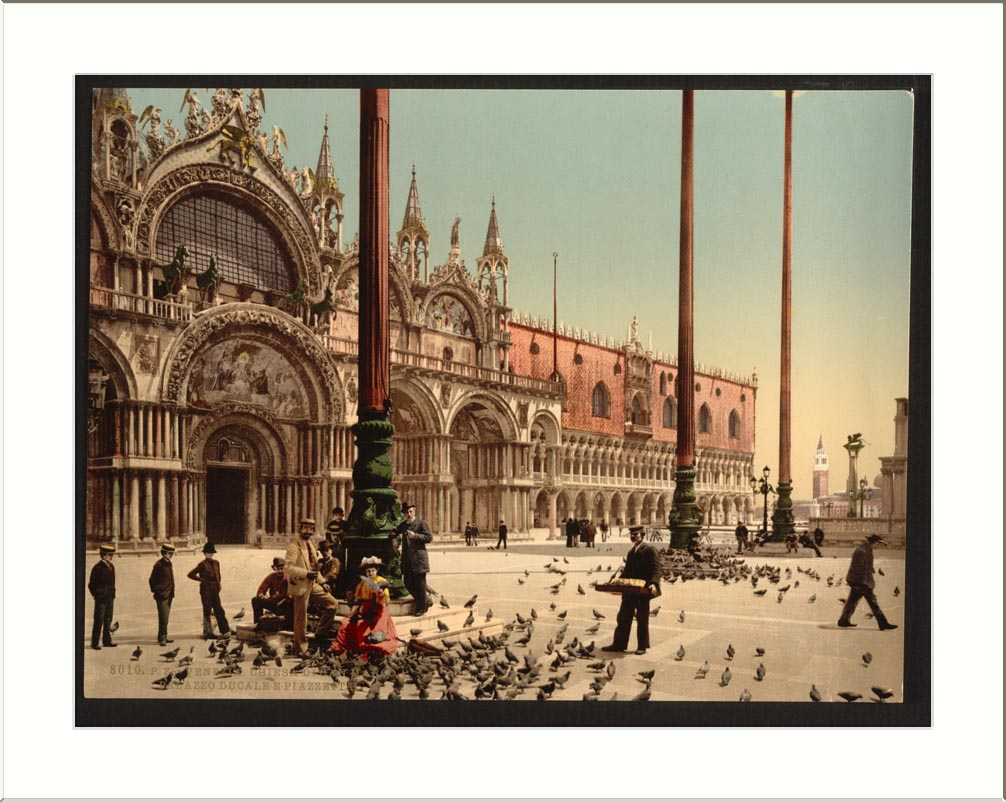
Galambok Velencében a Szent Márk téren

A háziasítás a régészeti leletek tanúsága szerint mintegy 4-6 ezer évvel ezelőtt ment végbe, a tyúk, a lúd és a teve háziasításával kb. egy időben. Már a Biblia név szerint említi a galambot mint áldozati állatot (Mózes III. könyve, I. 14.)
Az asszírok és a szíriaiak szent állatként vitték magukkal (i. e. 430-354) Athénbe. A hinduk a szerelem istenét, Kámadévát ábrázolták galamb alakjában. A görögök révén jut el a korabeli Rómába, s a keresztény vallásban is szerephez jut: a Szentlélek galamb alakot ölt. Általános szimbólumként az európai kultúrában a béke és a boldogság jelképe. Arisztotelész Az állatok története c. munkájában is oldalakat szentel a galamboknak, s számos fajtát említ.

Postagalamb - a lábain jól láthatók a gyűrűk

Már az ókorban megfigyelték a galambok rendkívüli tájékozódóképességét, és elkezdték gyors üzenettovábbításra használni ezeket a madarakat. Hírvivőként már Salamon király (i. e. 1000) is alkalmazta a mai posták elődeit. A távíró feltalálásáig ez volt a leggyorsabb „postázási” mód. Napjainkban továbbra is sokan foglalkoznak postagalambok, ún. röpgalambok versenyeztetésével és tenyésztésével. A versenyek során a madaraknak több száz kilométeres távot kell megtenniük otthonuk felé, s képesek több mint 10 órát, 45 km/h átlagsebesség felett folyamatosan repülni.

## Fajták

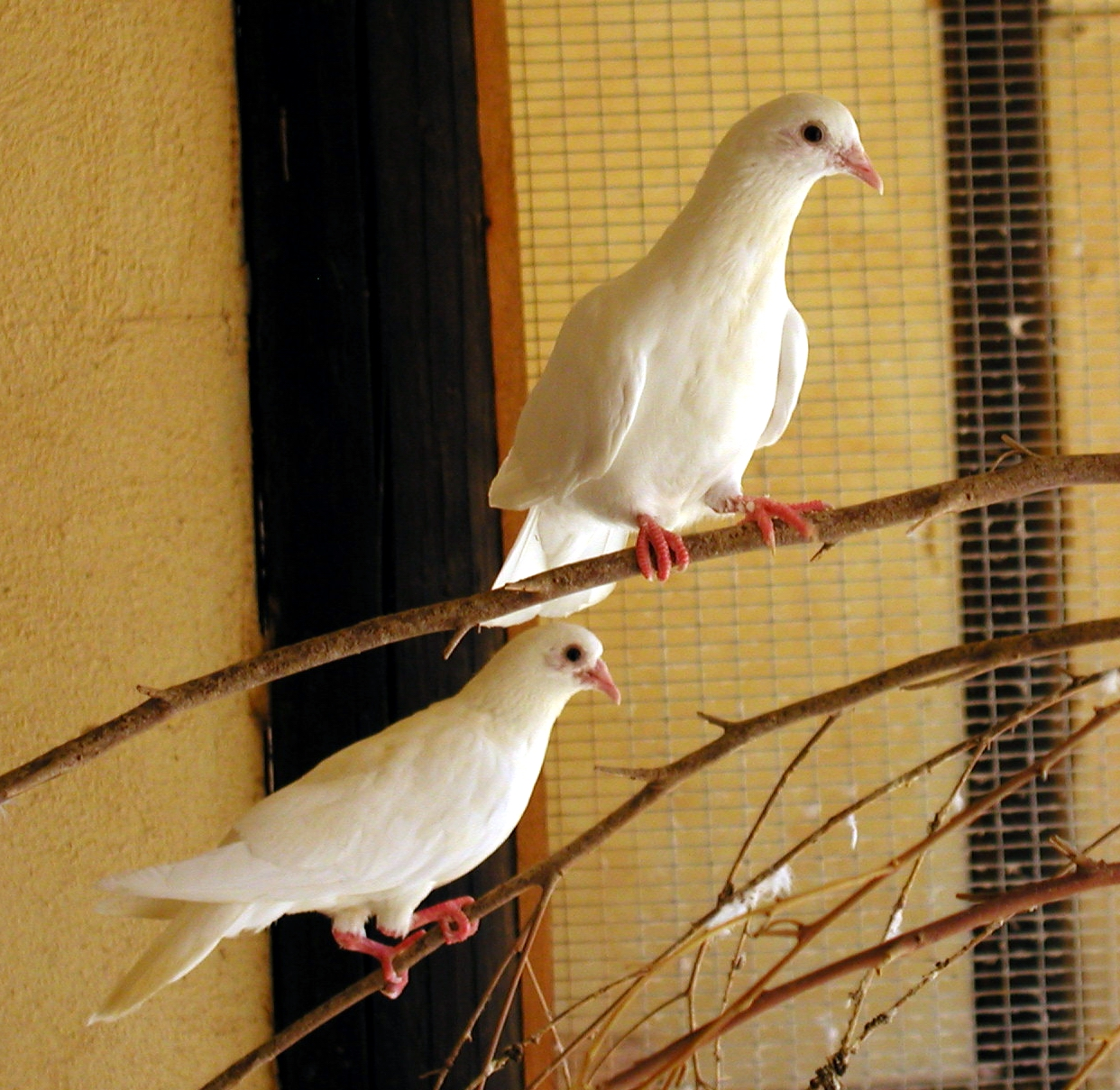

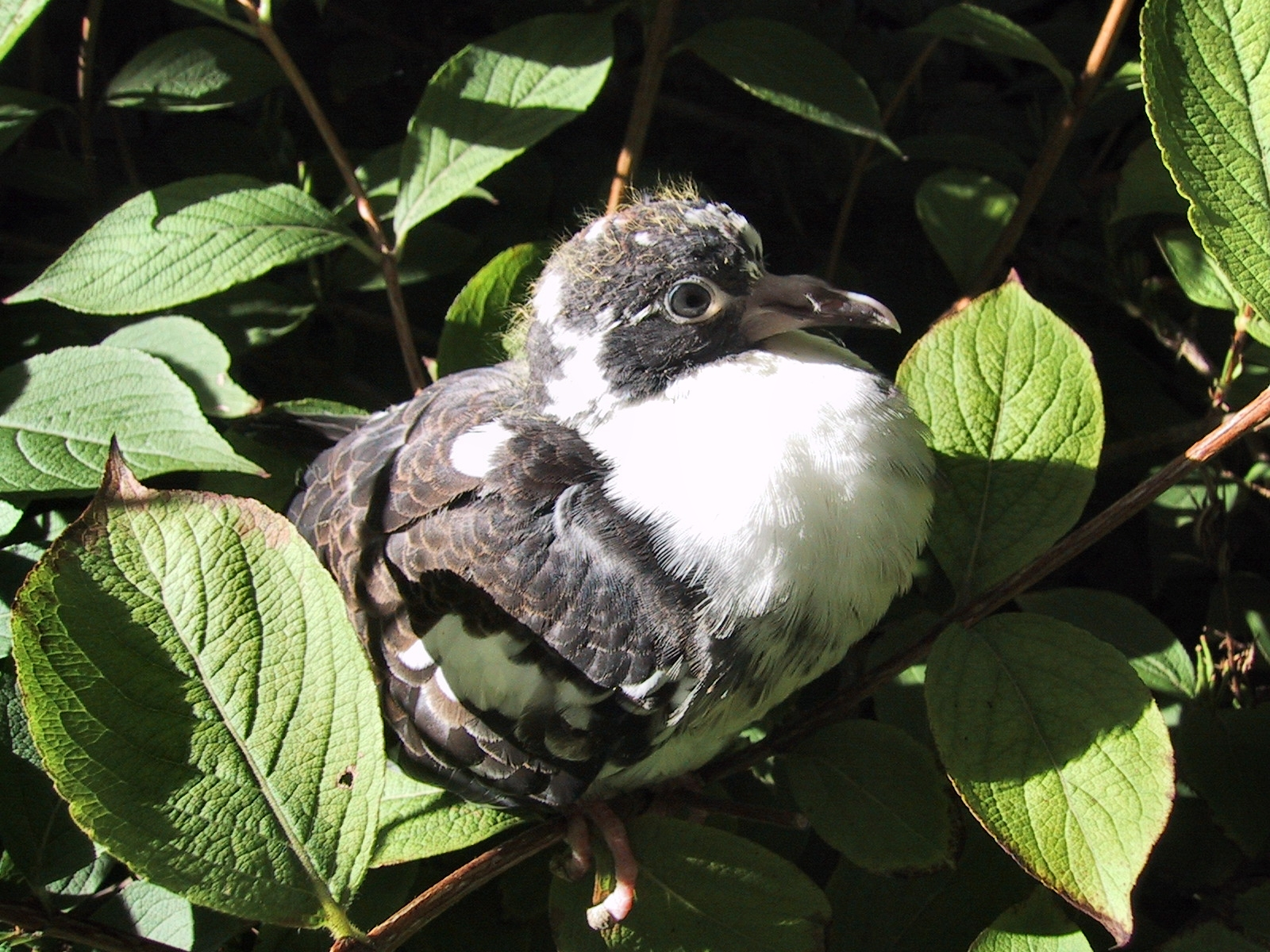
Egy galambfióka

Rengeteg fajtát tenyésztettek ki, ezek egy része extenzív tartásra alkalmas. A kifejlett állatok maguk megkeresik a mezőn a táplálékukat: strasszer, posta, mezei, parlagi, lengyel hiúz, kóburgi pacsirta. 
Mások csak intenzív tartás mellett hozzák a kiemelkedő teljesítményeket. Ezek az intenzív fajták évente 12-14 fiókát nevelnek fel. A választáskori, 30 napos fiókák, mint a king (királygalamb), a texán, az óriás posta vagy a corneau elérhetik az 55-65 dekagrammot. Más házigalamb-fajtákat sport céljára (pergők, posták, különféle röpgalambok) tartanak, és vannak, amelyeket csupán díszgalambnak. E fajták mesterséges rendezése során általában 10 fajtacsoportot állítanak fel: 
- alakgalambok,
- begyes galambok,
- dobos galambok,
- keringő galambok,
- kört csattogó galambok,
- orrdudoros galambok,
- sirályka galambok,
- színes v. mezei galambok,
- tollszerkezetes galambok,
- tyúkgalambok.

Keresztezését a szirti galambbal nem tekinthetjük fajhibridizációnak, hiszen a C. livia valamennyi házigalamb-fajtának a közös őse. Viszont több vadon élő galambfajjal ismertek a hibridjei: 
kék galambbal (Columba oenas), pikkelyesnyakú galambbal (Patagioenas speciosa), picazuro-galambbal (Patagioenas picazuro), hógalambbal (Columba leuconota), örvös galambbal (Columba palumbus), vöröses gerlével (Streptopelia tranquebarica), keleti gerlével (Streptopelia orientalis), kacagó gerlével (Streptopelia risoria) és pirosszemű gerlével (Streptopelia semitorquata).

## Testrészei

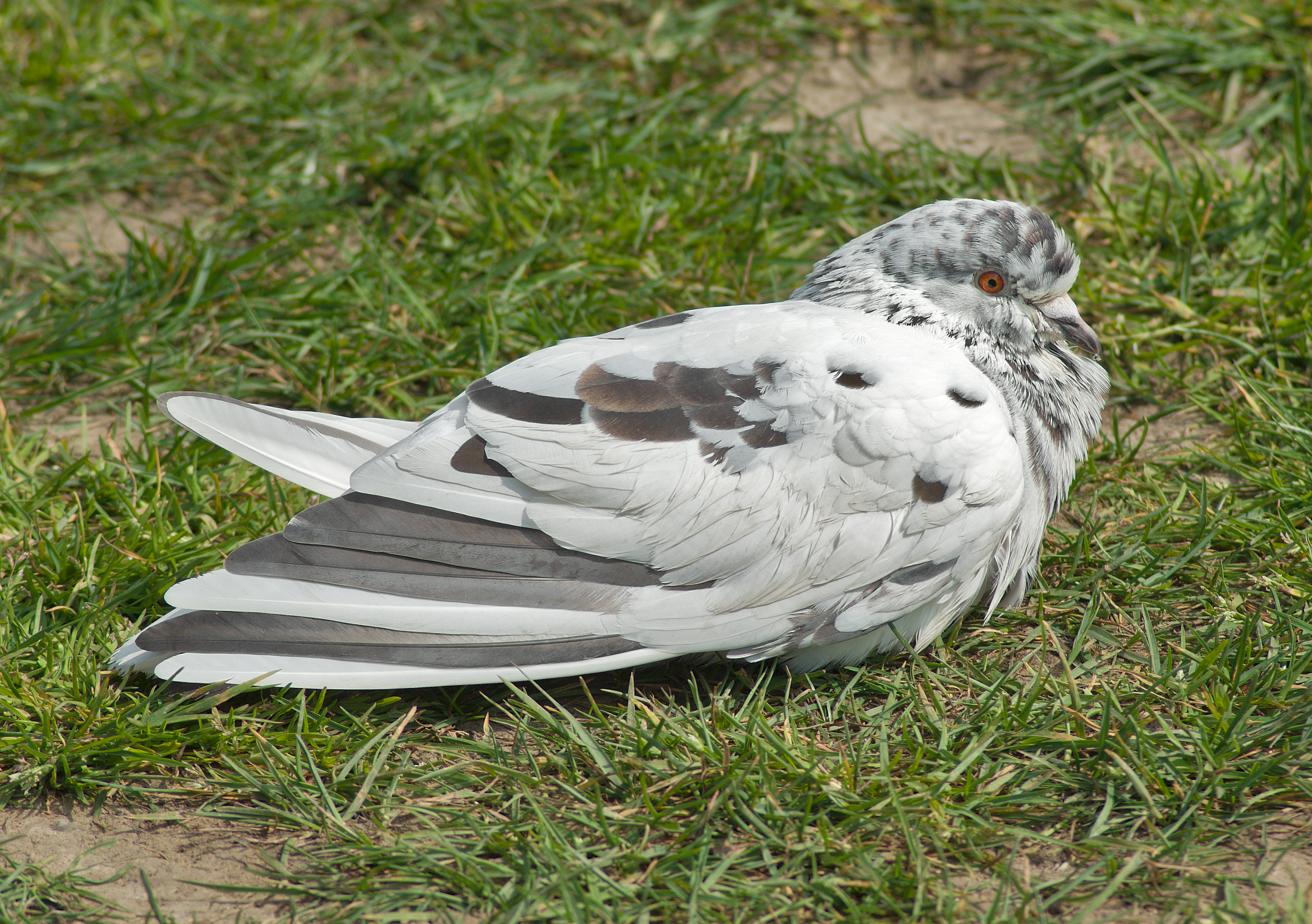

### Fej
A testhez viszonyított kicsiny v. nagy fej a nyakon ül. Jellemző része a homlok, amely lehet: 
- lapos, keskeny és egyenes vonalban emelkedő (berlini hosszúcsőrű),
- egyenes vonalban meredeken emelkedő (budapesti rövidcsőrű),
- meredek, ívben domborodó (almond keringő),
- alacsony (bácskai keringő),
- magas (turbit) v.
- széles (keleti sirálykák).

A fejtető leggyakrabban enyhe ívben domborodó, de előfordul egyenes vonalú fejtető is, sőt, például a szarka keringőnél horpadt vonalú. 
A tarkó általában szabályos ívben lekerekített. Viszont a bécsi rövidcsőrűnél követelmény a szögletes tarkó. A berlini hosszúcsőrűnél pedig elvárás a tompított hegyben kifutó tarkó. 
A fej oldalnézetből lehet: 
- négyszögletes (budapesti, rövidcsőrű),
- trapéz alakú (budapesti magasröptű deres),
- a csőr irányába nyújtott háromszög alakú (berlini hosszúcsőrű keringő),
- kör alakú (sirálykák),
- ellipszis alakú (turbit sirályka).

A fej felülről nézve lehet 
- kör alakú (sirályka),
- négyzet alakú (budapesti díszgólyás),
- körte alakú (szarka keringő),
- ellipszis alakú (antwerpeni díszposta).

### Csőr
A házi galamb magevő, és mint ilyen, azoknak a sajátosságait mutatja. Oldalt található az arci rész v. pofa, a halánték és a szem. A szem és a csőrtő közötti rész neve zabla v. kantár. 
Az állkapocscsontokat itt is szaru borítja, így alakul ki a csőr, melynek alakja, színe és nagysága fajtánként rendkívül változatos lehet: 
- 1/a. egyenes (parlagi galamb),
- 1/b. hajlított (nürnbergi bagdetta),
- 1/c. vékony (danzingi keringő),
- 1/d. vastag (német díszposta),
- 1/e. ár alakú (stralsundi keringő),
- 1/f. ék alakú (indus);
- 2/a. a tollazat színével harmonizáló,
- 2/b. világos tollazat ellenére sötét csőrű v.
- 2/c. fényes fekete tollazat ellenére világos csőrű;
- 3/a. hosszú, mint a francia bagdettánál,
- 3/b. közepes méretű, mint a komáromi bukónál,
- 3/c. rövid, mint a sirálykáknál.

Valamennyi fajta csőre alkalmas a legapróbb magvak kiválogatására, felvételére, a zsenge növényi hajtások csipegetésére és a növénykezdeményeknek a talajból való kihúzigálására. A galamb a csőr szélén a tapintó idegvégződések segítségével ismerkedik a korábban még nem fogyasztott magvakkal, s dönti el, hogy le fogja nyelni vagy sem. A kémiai ízeknek semmi jelentősége nincs a táplálkozásában. 
A csőr felső káva közepétől a többé kevésbé elvékonyodó és lefelé hajló hegyéig húzódik a csőrgerinc v. csőrorom. A házi galambnál az alsó csőrkáva valamelyest kisebb a felsőnél, esetleg egyező nagyságú. 
A felső káva tövének két oldalán helyezkedik el egy-egy orrnyílás. Ezekre viaszhártya v. orr-, ill csőrdudor borul. A viaszhártya nagysága, alakja és színe a fajtára jellemző.

### Nyak
A nyak a fejet köti össze a testtel. Elülső oldalán található az áll, a torok és a begy. Hátulsó oldalán van a tarkó és a nyak éle. Esetenként a fajtára jellemzően van jelentősége a nyakoldalnak is. A nyak hosszúsága, vastagsága, tartása, sőt, esetenként a mozgása is a fajtára jellemző. Hosszú nyaka van például az angol begyesnek, ezzel szemben a dragon nyaka rövid. A parlagi, a mezei és a színes fajták középhosszú nyakúak. Vastag a magyar begyes, vékony a szarka keringő nyaka. A mezei fajtáknál a nyak ált. közepes vastagságú. A pávagalamboké ívben hátra hajló, a keringőké egyenes és függőleges tartású. Az előbbieknél gyakran sajátosság a fej rezgése. 

### Törzs

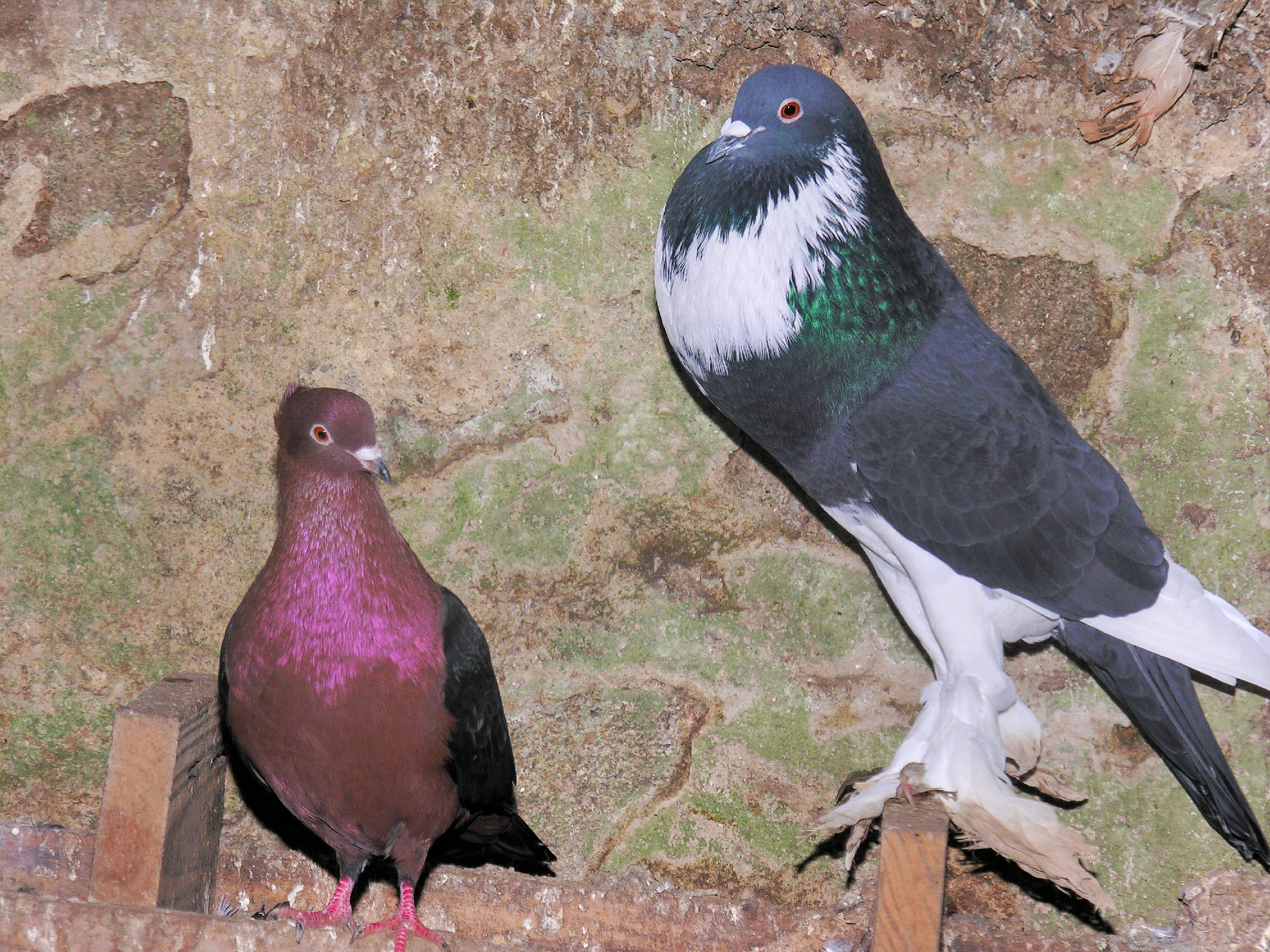
Egy begyesgalamb és egy keringő galamb

A törzs v. törzs áramvonalas, közelítően hengeres, könnyű, megfelel a repülő életmódnak. Beszélünk a galamb törzsének alsó részéről, ami alatt a begytől a farokig tartó alsó ívet – tehát a mellet, a hasat és a lágyékrészt – kell érteni. 
A felső v. háti rész értelemszerűen a nyakél tövétől a farokig tart. Felöleli a két szárny között lelhető hátat és derekat. A törzs egyes részeinek hossza, egymáshoz viszonyított aránya szintén a fajtákra jellemző, például a hát lehet: 
- egyenes, mint a mezei fajtáknál,
- domború, mint a spanyol begyeseké v.
- homorú, mint a lógó szárnyú, emelt farkú fajtáknál.

A hát síkja is elhelyezkedhet többféleképpen, lehet: 
- vízszintes (dobosoknál),
- enyhén lejtő (keringőkön),
- meredeken lejtő (hosszúlábú begyesek).

Ezen túl beszélhetünk széles és keskeny hátról. Utóbbira jó példa a brünni begyes, az előbbire a strasszer. 
A mell lehet: 
- széles (king) v. keskeny (angol begyes), ill.
- vízszintes (római galamb) v. emelt tartású (hosszúlábú begyeseknél).

### Farok
A farok a kormánytollak összessége, hozzáértve a farkfedőket és a faroktámasztó tollakat, melyek a farkcsigolyák és a farcsíkcsont alapján elhelyezkedő izmokon, ill. zsírpárnákon ülnek. A kormánytollak száma rendszerint 12, de fajtánként lehet ettől eltérő számú, akár 42 is. Ez, mint ahogyan a tartásuk, úgy a szélességük, az alakjuk és a méretük is függ a fajtajellegtől. Például a farok tartása lehet: 
- a hát vonalát törésmentes egyenesben követő,
- a törzs tengelyével tompaszöget bezáró
- v. lógó.

A tyúkgalambok farka kimondottan rövid, viszont a lógószárnyú keringőké hosszú. A danzingi keringők farktollai szélesek, jól záródnak, a bukaresti lógószárnyú keringőnél viszont félig nyitottak. Ezzel szemben a pávagalambnál a kormánytollak tányér alakban helyezkednek el. 

### Végtagok

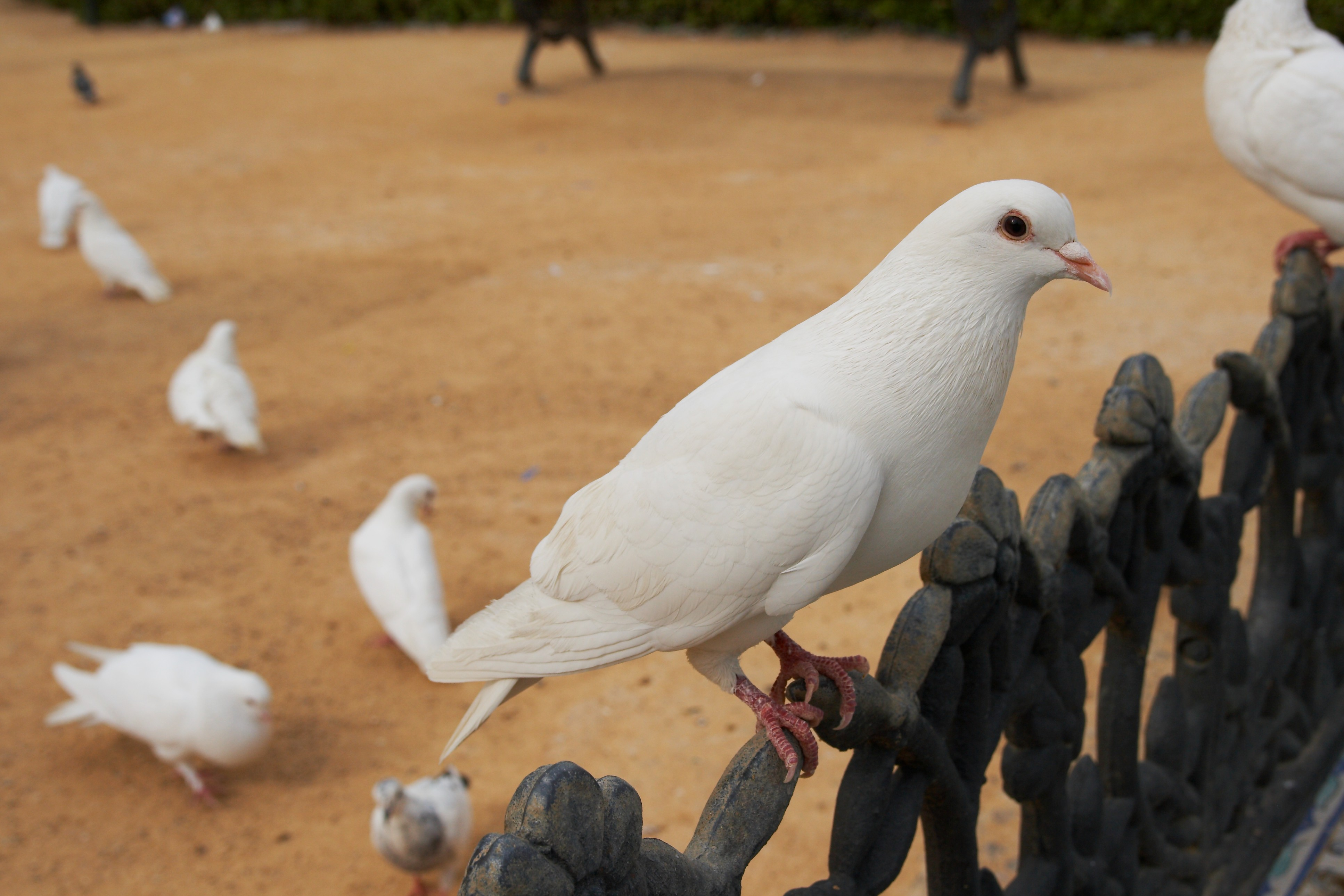
Fehér galambok Sevillában

A végtagok a törzsről erednek. A mellsők a szárnyak, a hátsók a lábak. A szárny a repülés szolgálatában álló különös képződmény. A galamb a szárnyával másodpercenként 5-8 csapásra képes, s ezzel 8-9 méter haladás érhető el. A postagalambok ezt a teljesítményt messze felülmúlják (18–22 m/sec). A szárny vázát csontok, a rugalmas, zárt felületét pedig a tollak alkotják. A repülés szempontjából az ún. evezőtollak a legfontosabbak. Kívülről befelé haladva előbb az 
- elsőrendű, beljebb a
- másodrendű és végül a
- harmadrendű evezőket találjuk.

Az utóbbiak válltollak néven is ismertek. Az evezők tövét a szárnyfedők takarják. Nagyság szerint ezek nagy-, közép- és kis szárnyfedők lehetnek. A nagy szárnyfedők száma mindig megegyezik az evezők számával. A szárny mell felé néző alsó szegélyét mellső szárnyélnek nevezzük, ez esetenként a mell tollaival fedett. A szárny elülső hajlása a szárnybúb. A szárny simulhat szorosan a testhez vagy lóghat. Lehet, hosszú vagy rövid, illetve keskeny vagy széles.

### Láb
A láb a combcsont felső fejével ízesül a törzshöz, s a comb általában nem áll ki látható módon a testből. A konyhanyelv a valódi combot felső combként tartja nyilván. 
A combhoz csatlakozik a lábszár (sokan ezt vélik a combnak), amely a fajtára jellemzően lehet jól elkülönülő v. a hasi tollazat által fedett. 
A csüd vékony, de a hossza a lábszár hosszától függően szintén a fajtajelleg szerint alakul. 
A csüd és a lábszár együttes hossza szerint lehet beszélni: 
- hosszúlábú (angol begyes),
- középhosszú lábú (keleti pergő), v.
- rövidlábú (kőrösi keringő) fajtákról.

A két lábszár, ill. a csüdök egymástól való távolsága szerint megkülönböztethetünk 
- tág
- közepesen tág
- és szűk lábállást.

Szemből nézve a két láb párhuzamos. Ha terpesztett a tartás, akkor X, ha a két láb kifelé hajló, akkor pedig O lábról beszélünk. Amikor a csüd és a lábszár törésmentes vonalban folytatódik, akkor ez hibás, ún. botláb, mert normális esetben egymással tompaszöget kell bezárniuk. Ha ez a szög a kívánatosnál kisebb, akkor ún. rogyott lábbal állunk szemben. 
A galambok négy ujjából három előre áll. Ritkán előfordul rajtuk úszóhártyára emlékeztető bőrredő, amely hibának számít. Az ujjak a csüdhöz hasonlóan lehetnek tollal fedettek v. simák. 
A galamb a lábait váltva emelve lépeget, közben a fejével ütemesen bólogat. A járását tipegésnek nevezzük. 

### Emésztőrendszer
A vérmérséklet és az anyagcsere élénk, amiből a nagyobb táplálékigény és a gyorsabb bélműködés adódik. A viszonylag rövidebb tápcsatorna következtében az emésztés hatékonysága csökken, miből adódóan a galambok a táplálásra igényesebbek, mind fehérjét, mind energiát bőven felvesznek. 
A nyersrostban gazdag, nehezen emészthető magvakat, mint a zab és az árpa nem is szeretik, viszont szívesen fogyasztanak olajos magvakat és hüvelyes szemterméseket. 
Tekintve, hogy epehólyagjuk nincs, a máj epetermelése folyamatos és jól alkalmazkodik a fogyasztott takarmány emésztésének epeigényéhez. 
Másik sajátosságuk, hogy hiányzik a páros vakbelük, aminek nincs különösebb hatása az emésztésre, mert a madaraknál a vakbél feladata a veséből kilépő vizelet víztartalmának visszaforgatása a szervezetbe, továbbá a bélsár besűrítése. 

### Nyelv
A nyelv elszarusodott laphámmal van borítva, s a szerepe jóformán a nyelésre korlátozódik. A házi galambnak az emlősökénél sokkal kevesebb ízlelőbimbója van, legfeljebb 30-50, mint a házityúknak, de azokénál itt 3-5-ször több idegvégződést találunk. 

### Szem
A ragyogó szem által biztosított látása irigylésre méltó. Már 2 m távolságból meglátja a táplálékát, felismeri a legapróbb magvakat is. A szemet szemgyűrű veszi körül, amely nagysága, színe, felülete szintén a fajtára jellemző. A színes galamboknál a szemgyűrű rendszerint keskeny és alig érzékelhető. A keringőké általában kétsoros, a felülete sima. Az orrdudoros fajtáknál a szemgyűrű rendszerint széles, de lehet sima v. bibircses. A szemgyűrű színe többnyire a tollazattal harmonizál: 
- pergamenszínű,
- sárga,
- vörhenyes,
- piros,
- kékesszürke vagy palaszürke.

A szem központi része a szivárványhártya szintén fajtaspecifikus. A közepén helyezkedik el a fekete pupilla vagy szembogár.

## Táplálkozás
Táplálkozáskor a galambok választásában a mag alakjának és felületi látványának van alapvető jelentősége. A galambok a gömbölyű v. ovális és sima felületű magvakat részesítik előnybe. Az árpát csak hosszas szoktatás után fogadják el, a zabot még nehezebben. Viszont hántolva mindkét magféleséget felveszik. A rozstól is idegenkednek. A magvak színe tekintetében nem annyira válogatósak, mint a baromfifélék: nem idegenkednek sem a szürke, sem a szürkésbarna sem a fekete v. tarka magvaktól, így felszedik a bükkönyt és a babot is. A fiókanevelés időszakában különösen kedvelik az apró magvakat, mint a köles, cirok, pohánka, repce, lenmag, bükköny, borsó. Ennek az az oka, hogy etetéskor a begyből az apró magvakat könnyebb felöklendezni.
Említést érdemel, hogy a szemes takarmányok palettájáról bátrabban vesznek, mint a baromfifélék, és kevésbé érzékenyek az antinutritiv hatású anyagokra, mint a csillagfürt és a szegletes lednek alkaloidája v. a bükköny, a repce és a konkoly glikozidái, a bab és a lóbab antitripszin hatású anyagai, valamint a cirok és a tölgy, ill. a bükk tanninjával szemben. A mag méretével kapcsolatban nincs akadály, mindent el tudnak fogyasztani, ami befér a szájukba. Az örleményeket nem igazán kedvelik, ha nincs választásuk, akkor elfogadják, de sokat pocsékolnak belőle. A dercés takarmányt lágyeleségként fogyasztják, ha azt megnedvesítjük. A granulátumokat is könnyen megszokják.
Táplálékát szinte kizárólag a kultúrnövények és a gyomok szemtermése képezi. A gyomorvizsgálatok tanúsága szerint rovarokat, férgeket a mezőző madarak sem fogyasztanak, de apró csigákat felvesznek, amelyek a zúza funkcióját segítik, és ennek a galamb mészellátásában is jut szerep. Ezen túl növények zsenge hajtásait is igénylik, minek folytán a csapatostúl a friss vetésen megjelenő galambok komoly kárt okozhatnak.
A kicsik – kelésüktől 28-35 napos korukig fiókák, 28-50 napos korukig a későbbi hasznosítás szerint vágófiókák v. 4,5-5 hónapos korukig tenyésznövendékek) – csipognak, a kifejlett, vagyis ivarérett galambok turbékolnak, dobolnak. A galambok r hangok nélküli hangját pedig búgásnak nevezzük. Az ivarérés ált. 4,5-5 hónapos korban következik be, de a galambot 7-8 hónapos kora előtt nem tanácsos tenyésztésbe fogni. Ugyanis ekkorra érhetik el a tenyésztérettséget.

## Hasznosítása
A húsa rendkívül értékes állati fehérje (galambhús), a 28-30 napos fiatal állatok már vághatóak. A galambhús a betegek diétás, erősítő étrendjébe illeszthető, ezért a házi galamb számos fajtáját gazdasági állatként tartják.

## Védett galambfajtáink
| - Alföldi buga galamb - Alföldi (kőrösi) keringő - Bácskai hosszúcsőrű keringő - Bajai keringő - Budapesti bíbic - Budapesti magasröptű csapos keringő - Budapesti magasröptű keringő - Budapesti rövidcsőrű - Budapesti tollaslábú gólyás - Budapesti tükrös - Ceglédi rövidcsőrű szívhátú - Csepeli magasröptű hófehér keringő | - Debreceni pergő - Dél-Bácskai keringő - Egri kék keringő - Hódmezővásárhelyi ernyőszemű keringő - Kecskeméti keringő - Kiskunfélegyházi keringő - Kiskunfélegyházi simafejű keringő - Komáromi bukó - Magasröptű magyar deres - Magyar begyes | - Magyar csirkegalamb - Magyar díszposta - Magyar óriás galamb - Magyar szarkakeringő - Makói magasszálló keringő - Miskolci keringő - Monori keringő - Szegedi magasszálló - Székesfehérvári bukó - Szolnoki bagdetta - Szolnoki keringő - Szováti kék |

## Galambászat

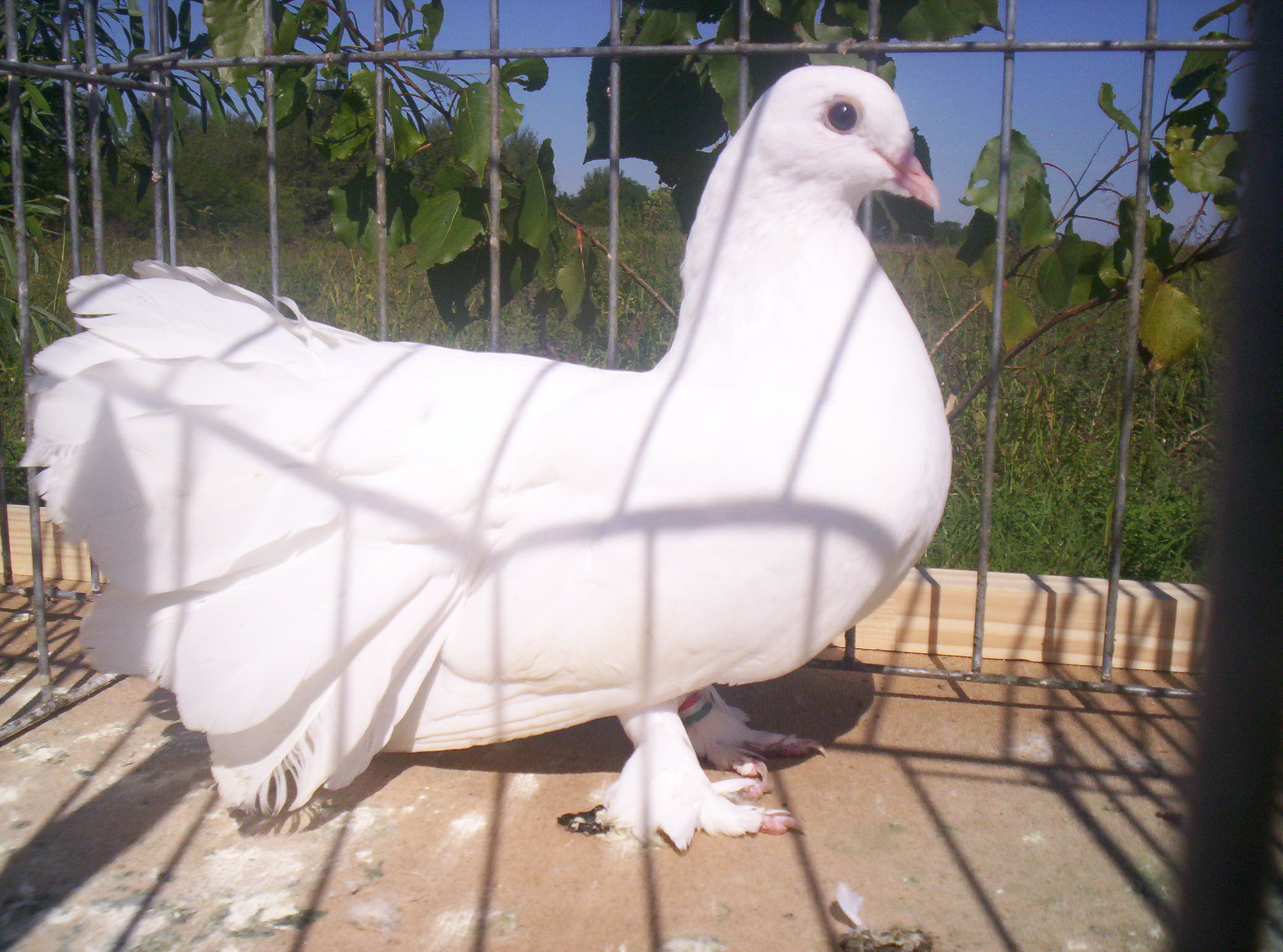
Magyar pávagalamb - védett galambfajta

A házi galambot tenyésztik röptetésre (postagalamb) és táplálkozási célokra, más fajtákat díszmadárként tartanak.